# Zuzana Rehák-Stefecekova
Zuzana Rehák-Stefecekova   (Nitra, 15 de gener de 1984) és una tiradora olímpica eslovaca especialitzada en la prova de Fossa olímpica. Ha participat en 3 edicions dels Jocs Olímpics, guanyant una medalla d'or a Tòquio 2020 i 2 medalles de plata a les edicions de Pequín 2008 i Londres 2012, convertint-se així en la tiradora més guardonada de la història en la disciplina olímpica. A més ha guanyat 6 medalles (2 d'or) en els Campionats del Món i 9 medalles (2 d'or) en els Campionats d'Europa de Tir.
Stefecekova és una cristiana practicant i va col·laborar en una missió a Etiòpia i en treballs per la comunitat de l'església.

## Trajectòria professional
| Jocs Olímpics      | Jocs Olímpics | Jocs Olímpics | Jocs Olímpics      |
| Any                | Seu           | Posició       | Prova              |
| ------------------ | ------------- | ------------- | ------------------ |
| 2008               | Pequín        | 2             | Fossa              |
| 2012               | Londres       | 2             | Fossa              |
| 2020               | Tòquio        | 1             | Fossa              |
| 2020               | Tòquio        | 4a posició    | Fossa Equip mixt   |
| Campionat del Món  |               |               |                    |
| 2003               | Nicòsia       | 3             | Fossa              |
| 2005               | Lonato        | 30a posició   | Fossa              |
| 2006               | Zagreb        | 10a posició   | Fossa              |
| 2007               | Nicòsia       | 9a posició    | Fossa              |
| 2009               | Maribor       | 6a posició    | Fossa              |
| 2010               | Múnic         | 1             | Fossa              |
| 2011               | Belgrad       | 2             | Fossa              |
| 2013               | Lima          | 8a posició    | Fossa              |
| 2014               | Granada       | 13a posició   | Fossa              |
| 2015               | Lonato        | 12a posició   | Fossa              |
| 2017               | Moscou        | 3             | Fossa              |
| 2018               | Changwon      | 1             | Fossa              |
| 2022               | Osijek        | 3             | Fossa              |
| 2022               | Osijek        | 20a posició   | Fossa Equip mixt   |
| 2023               | Bakú          | 17a posició   | Fossa              |
| 2023               | Bakú          | 15a posició   | Fossa Equip mixt   |
| Jocs Europeus      |               |               |                    |
| 2015               | Bakú          | 8a posició    | Fossa              |
| 2019               | Minsk         | 8a posició    | Fossa              |
| 2019               | Minsk         | 17a posició   | Fossa Equip mixt   |
| Campionat d'Europa |               |               |                    |
| 1998               | Nicòsia       | 28a posició   | Fossa              |
| 1999               | Poçan         | 31a posició   | Fossa              |
| 2000               | Montecatini   | 7a posició    | Fossa              |
| 2001               | Zagreb        | 12a posició   | Fossa              |
| 2003               | Brno          | 9a posició    | Fossa              |
| 2004               | Nicòsia       | 18a posició   | Fossa              |
| 2005               | Belgrad       | 5a posició    | Fossa              |
| 2006               | Maribor       | 3             | Fossa              |
| 2007               | Granada       | 5a posició    | Fossa              |
| 2008               | Nicòsia       | 2             | Fossa              |
| 2009               | Osijek        | 20a posició   | Fossa              |
| 2010               | Kazan         | 2             | Fossa              |
| 2011               | Belgrad       | 4a posició    | Fossa              |
| 2012               | Làrnaca       | 21a posició   | Fossa              |
| 2013               | Suhl          | 2             | Fossa              |
| 2014               | Sarlospuszta  | 3             | Fossa              |
| 2015               | Maribor       | 1             | Fossa              |
| 2016               | Lonato        | 1             | Fossa              |
| 2017               | Bakú          | 5a posició    | Fossa              |
| 2018               | Leobersdorf   | 3             | Fossa              |
| 2021               | Osijek        | 6a posició    | Fossa              |
| 2021               | Osijek        | 6a posició    | Fossa Equip femení |
| 2021               | Osijek        | 4a posició    | Fossa Equip mixt   |
| 2022               | Làrnaca       | 10a posició   | Fossa              |
| 2022               | Làrnaca       | 3             | Fossa Equip mixt   |